# 牧二郎
牧 二郎（まき じろう、1929年1月10日 - 2005年5月31日）は、日本の理論物理学者。京都大学名誉教授。東京都出身。

## 生涯
旧制水戸中学（現水戸一高）・旧制水戸高校を経て1952年東京文理科大学（現筑波大学）を卒業、名古屋大学理学部助教授から京都大学基礎物理学研究所教授。のちに湯川秀樹の後を継いで所長。素粒子物理学を研究し、坂田昌一・中川昌美とともにニュートリノ振動を理論的に予測する（ポンテコルボ・牧・中川・坂田行列（PMNS行列））などこの分野において顕著な業績を上げた。日本物理学会会長などを務める。
1960年 名古屋大学理学博士、論文の題は「素粒子の複合模型について」。
1977年仁科記念賞受賞。